# Peter Machajdík
Peter Machajdík (Bratislava, 1. lipnja 1961.) je slovački skladatelj orkestralne, elektro-akustičke glazbe, kao i glazbe za film i kazalište. On je također likovni umjetnik.
Početkom 90.-ih godina prošlog stoljeća, školovao se u Amsterdamu i Grazu. Pažnju svjetske javnosti Machajdík je privukao multimedijalnim projektom "Intimna glazba", koji je u suradnji s perkusionistom Davidom Mossom i plesačicom Doroteom Rust predstavio na festivalu „Inventionen“ u Berlinu 1994. godine. Od tada se njegova djela izvode i emitiraju širom svijeta (Njemačka, Italija, Austrija, Nizozemska, SAD, Finska, Francuska, Srbija, Ukrajina). Neke od njegovih kompozicija nastale su kao suradnja s mnogim eminentnim umjetnicima.
Godine 1992., Peter Machajdík dobio je stipendiju njemačke službe za akademsku razmjenu (Berliner Künstlerprogramm des DAAD) u području glazbe. Također, dobitnik je nagrada međunarodnog natjecanja za elektro-akustičnu glazbu Russolo-Pratela, fondacije Slovačka glazba, Češkoga radija, Udruženja harmonikaša Njemačke, Glazbenoga festivala u Bratislavi i dr. 
Od 2015. predaje soundart na košickoj Fakultetu umetnosti. Član je Slovačkog društva skladatelja. Prihvaćen od publike i od kritike, za skladateljski je rad višestruko nagrađivan. 
Autor je opsežnoga opusa solističkih, komornih, zborskih, orkestralnih i koncertantnih: Wie der Wind in den Dünen za 12 gudača (2011.), Namah za gudače (2000.), Seas and Deserts za gudački kvartet i audio playback (2015.), Portus pacis za orgulje (2015.), Senahh za flautu i klavir (2015.), Nell'autunno del suo abbraccio insonne za harfu (2004.), The Son za gitaru i gudački kvartet (2017.), Behind the Waves za violu i gudače (2016.), The Immanent Velvet za klavir (2011.), To the Rainbow So Close Again za gudački kvartet (2004.) i dr. 

## Diskografija

### Albuma
- 1995: The ReR Quarterly © Quarterly, ReR Volume 4 No 1 CD - ReR 0401 Recommended Records
- 2003: Namaste suite (Guido Arbonelli - klarineti) © Mnemes HCD 102
- 2008: Nuove musice per tromba 6 (Ivano Ascari - truba) © AZ 5005
- 2008: The healing heating (R(A)DIO(CUSTICA) SELECTED 2008) © Češki radio
- 2008: Namah[3] © musica slovaca SF 00542131
- 2009: Minimal harp (Floraleda Sacchi - harfa) © DECCA / Universal 476 317
- 2011: Inside the tree[4] (muzika za violončelo, harfu i elektronike) © Amadeus Arte Catalogue No. AA11003
- 2012: Czechoslovak chamber duo (Antonín Dvořák / Peter Machajdík / Mikuláš Schneider-Trnavský) Češki radio #CR0591-2
- 2012: A marvelous love - New Music for Organ (Američki orguljaš Carson Cooman igra skladbe Petera Machajdika, Patricie Van Ness, Jima Daltona, Tima Rozema, Ala Bennera, Thomasa Åberga i Harolda Stovera), Albany Records, TROY1357
- 2012: The Immanent Velvet[5] (kamerna muzika za piano, gitaru, violončelo, harfu i gudački orkestar), Azyl Records, R266-0024-2-331
- 2015: Elektrická gitara[6] (kompozicija LET Petera Machajdika za električne gitare i kompozicije Luciana Beria, Daniela Mateja, Boška Milakovića, Juraja Vajó, Pavola Bizona, Ivana Buffa), Hevhetia HV 0070-2-331

## Službena stranica
- Službena stranica Petera Machajdíka (engl.)